# Skinless
Skinless er et amerikansk brutalt dødsmetal-band, som blev dannet i 1992 i New York, USA, af trommeslager/vokalist Ryan Wade og guitarist Noah Carpenter. 

## Medlemmer

### Nuværende medlemmer
- Noah Carpenter – Guitar (1992–)
- Jason Keyser – Vokal (2004–)
- Joe Keyser – Bas (1997–)
- Chris Mahar – Trommer (2008–)

### Tidligere medlemmer
- Bob Beaulac – Trommer (1997–2003,2005–2006)
- Sherwood  Webber IV – Vokal, trommer (1992-2004)
- Ryan Wade – Vokal, trommer (1992-1995) vocals (1995–1997)
- John Longstreth – Trommer (på From Sacrifice to Survival)
- Adam p. Lewis – Bas (1995-1997)
- Mike Levy – Vokal (1992)
- Ted Monsour – Bas og vokal (1991)
- Jeff Vanloan- Bas (1991)
- Dan Bell – Vokal (1992)
- George Torres – Trommer (på Miscreant ep'en)

## Diskografi
- 1994: Skinless demo (Demo)
- 1994: Swollen Heaps (Demo)
- 1997: Common Ground: A Compilation of Upstate NY's Hardest
- 1998: Progression Towards Evil
- 2001: Maledictive Pigs / Skinless
- 2001: Foreshadowing Our Demise
- 2002: Miscreant (ep)
- 2003: From Sacrifice to Survival
- 2006: Trample the Weak, Hurdle the Dead
- 2007: Regression Towards Evil: 1994-1998